# 造酒司

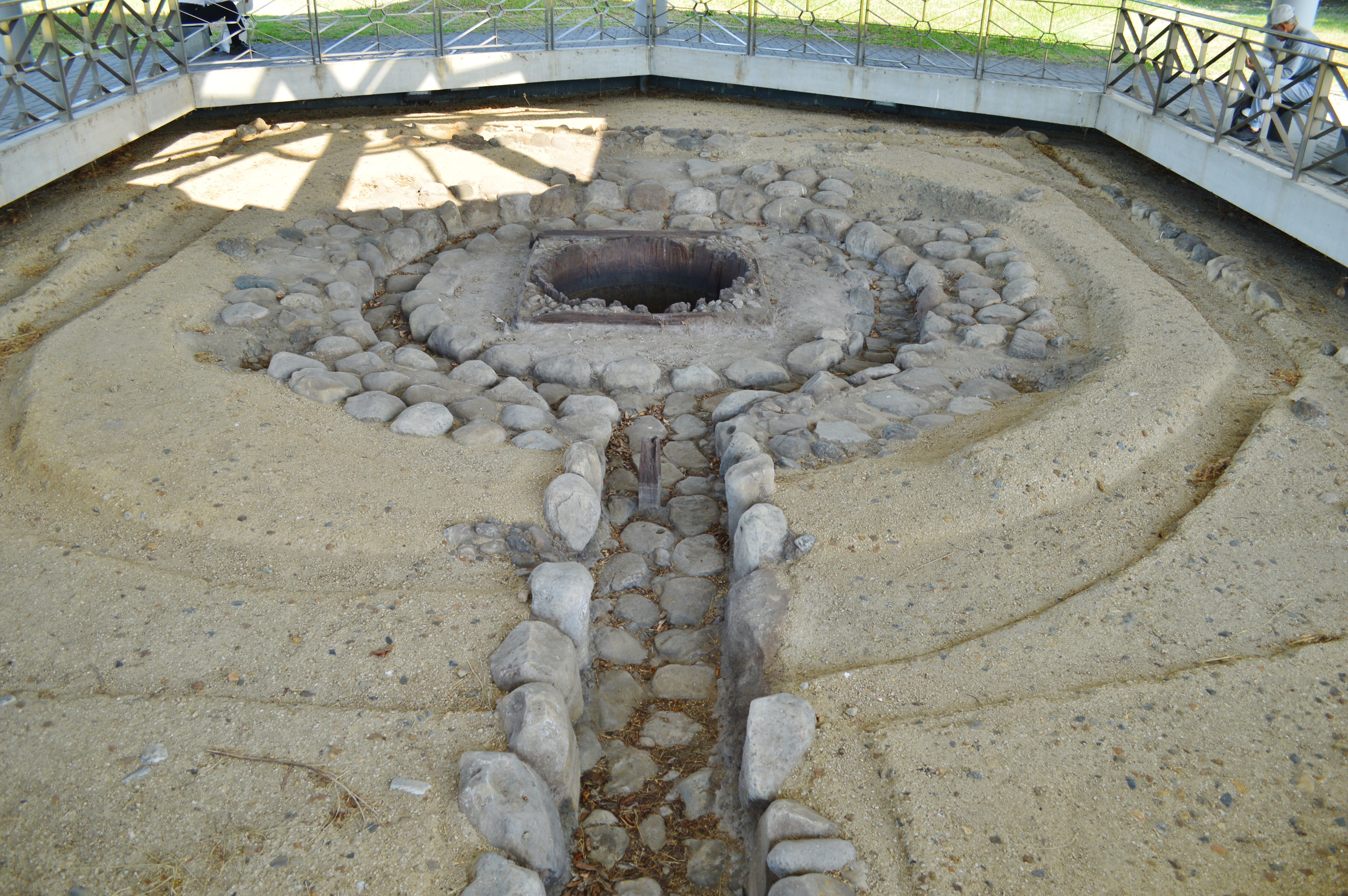
平城宮造酒司 井戸跡

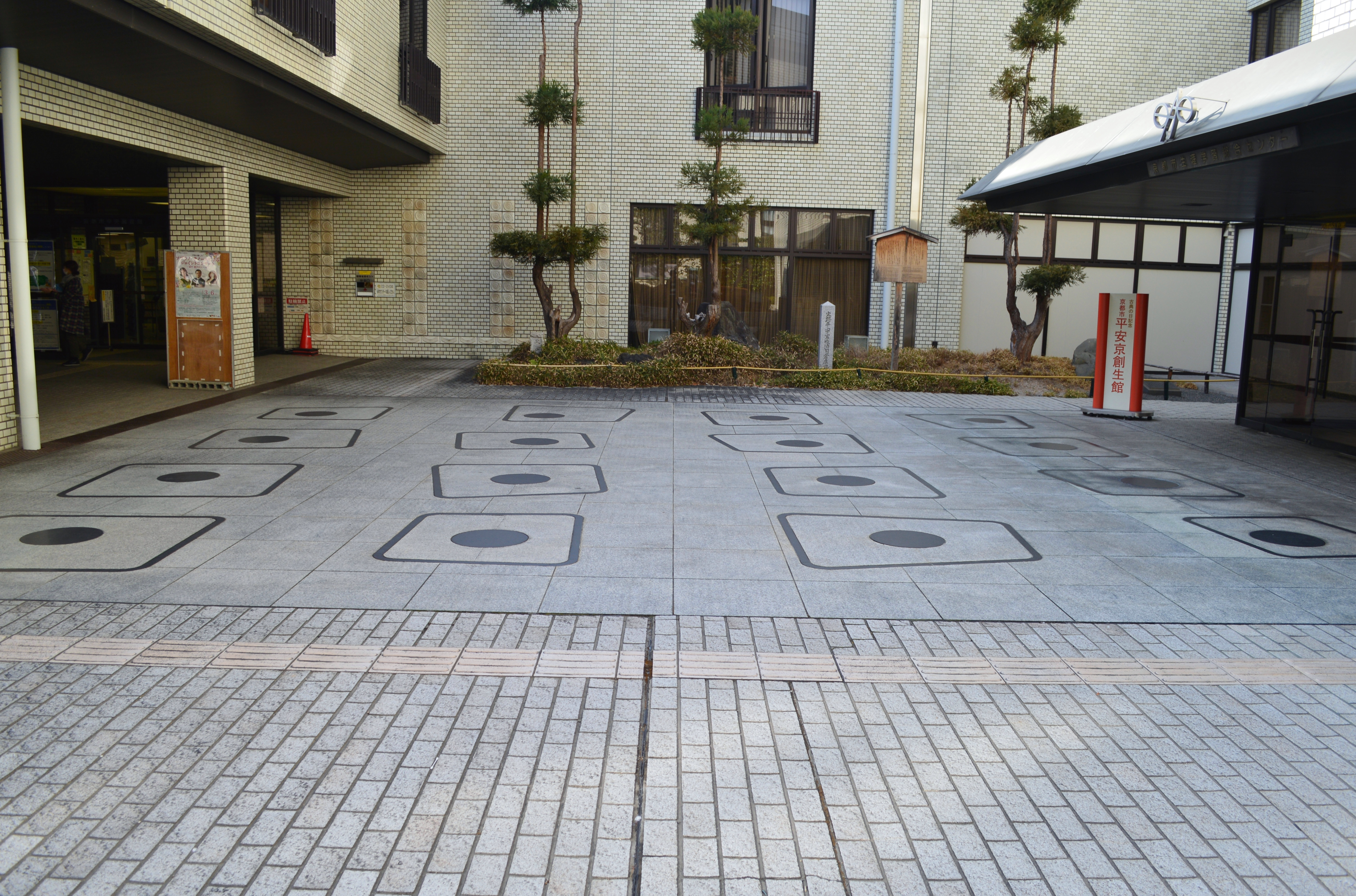
平安宮造酒司 倉庫跡

造酒司（みきのつかさ/さけのつかさ）は、律令制の下で置かれた役所。宮内省の被官。

## 概要
主な職務は酒や醴・酢などの醸造をつかさどった。四等官は正（かみ）、佑（じょう）、令史（さかん）が1名ずつおかれ次官（すけ）に相当する職は置かれなかった。その他、酒部（さかべ）、使部などが置かれた。また、酒などを醸造するための酒殿（さかどの）が設置され、別当、弁などの職が置かれていた。
なお『延喜式』神名帳によれば、延長5年（927年）頃の造酒司には大宮売神社4座・酒殿神社2座（酒弥豆男神・酒弥豆女神）の2社6座が祀られていた（「宮中・京中の式内社一覧」参照）。